# Kirin Cup 2008
Kirin Cup 2008 – dwudziesta dziewiąta edycja towarzyskiego turnieju piłkarskiego Kirin Cup. Odbyła się w dniach 22–27 maja 2008 roku w Japonii. W turnieju tradycyjnie udział wzięły trzy zespoły. Oprócz gospodarzy wystąpiły w nim również reprezentacje Paragwaju i Wybrzeża Kości Słoniowej.

## Mecze
Wyniki spotkań:
| 22 maja 2008 | Wybrzeże Kości Słoniowej | 1:1   | Paragwaj   |                                                                      |
|              | Traoré 73'               | (0:0) | Bogado 76' | Mitsuzawa Stadium, Jokohama Widzów: 5,197 Sędzia: Kazuhiko Matsumura |

| 24 maja 2008 | Japonia    | 1:0   | Wybrzeże Kości Słoniowej |                                                                          |
|              | Tamada 21' | (1:0) |                          | Stadion Toyota, Toyota Widzów: 40,710 Sędzia: Bruno Miguel Duarte Paixão |

| 27 maja 2008 | Japonia | 0:0   | Paragwaj |                                                                          |
|              |         | (0:0) |          | Stadion Saitama, Saitama Widzów: 27,998 Sędzia: Paulo Manuel Gomes Costa |

## Tabela końcowa
Tabela końcowa turnieju:
| M | Reprezentacja            | L.m. | Zw. | Rem. | Por. | Bramki | R.br. | Pkt |
| 1 | Japonia                  | 2    | 1   | 1    | 0    | 1:0    | +1    | 4   |
| 2 | Paragwaj                 | 2    | 0   | 2    | 0    | 1:1    | +0    | 2   |
| 3 | Wybrzeże Kości Słoniowej | 2    | 0   | 1    | 1    | 1:2    | -1    | 1   |